# A Diva's Christmas Carol
A Diva's Christmas Carol is een Amerikaanse kerstfilm uit 2000 van Paramount Pictures. Rollen zijn onder meer weggelegd voor Vanessa Williams, Rozonda "Chili" Thomas, Brian McNamara en Kathy Griffin. De film is gebaseerd op het boek A Christmas Carol van Charles Dickens en gaat over een egocentrische popzangeres die door drie kerstgeesten met zichzelf wordt geconfronteerd. 
A Diva's Christmas Carol ging 13 december 2000 in première op muziekzender VH1 en werd 19 november 2002 op dvd uitgebracht.

## Plot

### Verleden
De wereldberoemde maar harteloze popzangeres Ebony Scrooge (Vanessa Williams) heeft geen zin om kerst te vieren, en daarmee treft ze iedereen in haar omgeving; haar onderbetaalde manager Bob Cratchett (Brian McNamara), haar bandleden en haar verwaarloosde nichtje Olivia (Amanda Brugel). 
Ebony maakte in de jaren 80 deel uit van het trio "Desire"; ze staat op het punt een benefietconcert in New York te geven wanneer de geest van voormalig medezangeres Marli Jacob (Rozonda "Chili" Thomas) haar komt opzoeken. Marli kwam in 1990 om het leven bij een auto-ongeluk nadat Ebony haar weigerde te helpen om van de drugs af te komen, iets dat ze de zangeres nog altijd kwalijk neemt. 
Ebony heeft haar solocarrière op de vroegtijdige dood van Marli gebouwd en het benefietconcert is slechts een dekmantel voor eigen gewin. 
Omdat God dit allemaal weet dwaalt Marli nog steeds op de aarde rond, gehuld in zware ketens. Ze waarschuwt Ebony dat haar een zelfde lot staat te wachten, tenzij ze tot inkeer komt na het bezoek van de drie geesten; de Geest van Voorbije Kerstmis, de Geest van Huidig Kerstmis en de Geest van Toekomstig Kerstmis.
De Geest van Voorbije Kerstmis (Kathy Griffin) neemt Ebony mee terug naar haar jeugd waarin ze werd mishandeld door haar drankverslaafde vader (Warren "Slim" Williams) en mede daardoor zo hard is geworden. De enige van wie de jonge Ebony (Vanessa Morgan) nog liefde kreeg was haar broer Ronnie (Ade Obayomi) die een positieve instelling had, maar nadat hun grootmoeder de kinderbescherming had gebeld werden ze los van elkaar in pleeggezinnen geplaatst. Ebony groeide op in een aardige familie en bleef contact houden met Ronnie (Nwamiko Madden), maar ze weigerde haar vader te bezoeken omdat ze geen moment geloofde dat hij van de drank af was. Ronnie daarentegen was wel bereid om hun vader een tweede kans te geven en trok weer bij hem in, totdat hij erachter kwam dat Ebony gelijk had. Ronnie trouwde vlak na zijn eindexamen en werd vader van Olivia alvorens hij aan een hersenaandoening bezweek.
Als leadzangeres van Desire had Ebony een relatie met Bob die toendertijd DJ was; ze maakte het echter uit voordat Bob de kans kreeg om haar ten huwelijk te vragen. Desire begon als een vriendinnengroep, maar viel uiteen door Ebony's kille karakter en Marli's drugproblemen. Derde zangeres Terry Freeman (Stephanie Biddle) is daar de dupe van; sinds zij de rechtszaak verloor die Ebony tegen haar aanspande om de groeps- en merknaam Desire te claimen is Terry afhankelijk geworden van maaltijdvoorzieningsinstanties. Nog voordat Ebony naar de Geest kan uithalen is deze alweer vertrokken.  

### Heden?
Als Ebony weer op haar hotelkamer is ziet ze dat er uitbundig wordt gefeest door een heavy metalrocker. Hij blijkt de Geest van Huidig Kerstmis (John Taylor) te zijn en confronteert Ebony met het feit dat ze bij haar personeel aan respect heeft ingeboet door hen tot overwerken te dwingen. Als Ebony hoort dat Bobs zoon Tim ernstig ziek is krijgt ze medelijden met hem, omdat hij evenmin in een gelukkig gezin opgroeit. Verder krijgt Ebony te zien hoe haar boekhouder Ernie Hoskins (Richard Jutras) kerst viert met zijn vriendin en haar verklapt dat hij zijn levensstijl heeft weten bekostigen door jarenlang geld van zijn werkgeefster te verduisteren. Ebony is hier woedend om en begrijpt nu ook waarom Ernie altijd loonsverhoging heeft geweigerd; hoe minder zij uitgeeft, hoe meer hij van haar kan stelen. 
Een kijkje bij het feest voor de daklozen - voor wie de opbrengsten van het benefietconcert eigenlijk zijn bedoeld, maar met wie Ebony nooit contact heeft gezocht - leert dat zij ook zonder bezittingen van de kerstsfeer weten te genieten. Ten slotte wordt Ebony meegenomen naar het appartement van haar vervreemde nichtje Olivia die nu een getrouwde vrouw is en tijdens haar kerstfeest onthult dat ze ondanks alles nog steeds van haar tante houdt. Ebony begint zich schuldig te voelen omdat ze Olivia - haar enige nog levende bloedverwante - net zo schandalig heeft behandeld als Bob en haar band. Voordat de Geest vertrekt waarschuwt hij Ebony dat ze mogelijk ten val zal worden gebracht door Hebzucht en Onwetendheid. Ebony stemt er schoorvoetend mee in om Bob naar huis te laten gaan om bij zijn vrouw Kelly (Linda Goodwin) en zijn zieke zoon Tim ((Joshua Archambault) te kunnen zijn.

### Toekomst?
Het kwartje valt pas definitief wanneer de Geest van Toekomstig Kerstmis zich openbaart; een mini-tv waarop een tragische aflevering te zien is van het VH1-programma Behind the Music. Artiesten als r&b-zanger Brian McKnight reageren op het leven en overlijden van Ebony Scrooge; haar bandleden maken daarbij van de gelegenheid gebruik om haar reputatie te verwoesten door te onthullen hoe ze werkelijk is. Om het nog erger te maken beweert een van haar achtergrondzangeressen, Tina, dat Ebony Desire wilde opblazen door Marli bij een auto-ongeluk te laten omkomen en Terry financieel uit te kleden zodat zij als soloartieste nog succesvoller kon worden. Bob springt in de verdediging door deze theorie naar het rijk der fabelen te verwijzen, maar dat neemt niet weg dat Ebony iets onvergeeflijks heeft gedaan door hem met kerst te laten werken. Het leidde ertoe dat hij de dood van Tim heeft gemist en dat Kelly van hem is gescheiden. Ebony is hier kapot van en krijgt vervolgens te zien hoe ze zelf een berooide dood stierf doordat Ernie haar bankrekening had leeggeplunderd en haar carrière de laatste jaren bergafwaarts ging. Alleen Olivia kwam naar haar begrafenis terwijl de rest van haar dood profiteerde. Als Ebony in het zwarte scherm van de televisie wordt gesleurd schreeuwt ze om hulp en smeekt ze God om een tweede kans.

### Het echte heden
De volgende ochtend wordt Ebony wakker en stelt ze zich, zoals beloofd, open voor kerstmis. Tijdens een interview vertelt ze dat ze alles in het werk zal stellen om de daklozen te helpen en dat suggesties voor armoedebestrijding welkom zijn. Ook biedt de zangeres haar verontschuldigingen aan voor de hoge prijs van haar laatste cd. Ze huurt een chef-kok (Wolfgang Puck) in om een uitgebreide kerstmaaltijd te maken voor haar personeel en koopt concertkaartjes op voor hun familieleden, dit ondanks de bewering van Ernie dat er straks geen geld meer over blijft.
Ebony maakt het goed met Olivia die haar zwangerschap onthult en nodigt Terry uit voor een duet. Vlak voor het concert plaatsvindt haast ze zich nog naar het vliegveld om  het vertrek van Bob tegen te houden en hem te vertellen dat ze Kelly en Tim naar New York heeft laten overkomen zodat hij alsnog bij zijn gezin kan zijn. Ebony geeft Bob een paar weken vrijaf en regelt voor Tim een plek in het kinderziekenhuis met de beste medische zorg.
Het concert die avond is een groot succes; Ebony maakt bekend dat ze alle opbrengsten (1 miljoen dollar) aan het goede doel doneert. Daarna ontslaat ze Ernie en laat ze hem arresteren vanwege zijn verduisteringspraktijken. Hij vraagt zijn vriendin om hulp, maar zij blijkt voor de FBI te werken. Ernie volhardt in zijn onschuld terwijl hij wordt afgevoerd, en Ebony verontschuldigt zich voor dit ongemak dat haar boekhouder heeft veroorzaakt. 
Marli draagt nu een engelenkostuum en kijkt vol trots hoe Ebony en Terry samen Sleigh Ride zingen zoals ze dat deden in hun Desire-tijd. Ebony ziet dat Marli haar en Terry een luchtkus geeft alvorens naar de hemel te gaan.
Een jaar later vieren Ebony, Terry, Bob, Kelly en een aangesterkte Tim kerst bij het gezin van Olivia. Ebony is groottante van een achternichtje geworden en heeft haar vriendschap met Terry hersteld; ze maken plannen om weer als Desire op te treden ter nagedachtenis van Marli.

## Cast
| Acteur                             | Personage                   |
| ---------------------------------- | --------------------------- |
| Vanessa Williams                   | Ebony Scrooge               |
| Vanessa Morgan                     | Ebony als kind              |
| Helena-Alexis Seymour              | Ebony als tiener            |
| Rozonda "Chilli" Thomas            | Marli Jacob                 |
| Brian McNamara                     | Bob Cratchett               |
| Kathy Griffin                      | Geest van Voorbije Kerstmis |
| John Taylor                        | Geest van Huidig Kerstmis   |
| Amanda Brugel                      | Olivia                      |
| Stephanie Biddle                   | Terry Freeman               |
| Richard Jutras                     | Ernie Hoskins               |
| Linda Goodwin                      | Kelly Cratchett             |
| Joshua Archambault - Tim Cratchett |                             |
| Ade Obayomi                        | Ronnie op jonge leeftijd    |
| Michelle Lipper                    | Tina                        |
| Amy Sloan                          | Patrice                     |
| Henri Pardo                        | Matt                        |
| Christian Paul                     | Lance                       |
| Warren "Slim" Williams             | vader van Ebony             |
| Nile Rodgers                       | platenbaas                  |
| Jim Forbes                         | zichzelf                    |
| Brian McKnight                     | zichzelf                    |

## Soundtrack
De soundtrack is volledig gezongen door Vanessa Williams, waaronder de zelfgeschreven nummers Heart of Christmas en Heartquake (ft. Rozonda Thomas). Ook vertolkt ze een nieuwe versie van Sleigh Ride, de kerstklassieker uit 1948.